# 1832年大英博物館法令
《1832年大英博物館法令》（英語：British Museum Act 1832；2 & 3 Will 4 c 46）是英國國會的一項法令。
整部法令由《1963年大英博物館法令》第13(5)條及附表4 （页面存档备份，存于）廢除。